# Kościół św. Antoniego w Peraście
Kościół św. Antoniego (serbsko-chorw. Sveti Antun) – zabytkowy kościół katolicki w mieście Perast nad Zatoką Kotorską w Czarnogórze. Usytuowany w górnej części miasta, w pobliżu ruin Twierdzy św. Krzyża. Wraz z przylegającym doń klasztorem należał do zakonu franciszkanów.
Franciszkanie przybyli do Perastu w 1636 r. na zaproszenie miasta, by zorganizować i poprowadzić szkołę powszechną oraz szkołę morską. Z czasem zaczęli się również zajmować ziołolecznictwem i zielarstwem. W 1679 r. prominentny ród miejscowych armatorów, Mazarevićów, ufundował zakonowi klasztor i dzisiejszy kościół. W budynku klasztornym mnisi zorganizowali aptekę. Poza tym klasztor posiadał niegdyś własną, bogatą bibliotekę, jednak została ona przeniesiona do franciszkańskiego klasztoru w Kotorze.
Kościół, murowany z miejscowego wapienia, utrzymany jest w stylu barokowym. Centralnie umieszczony portal wejściowy flankują dwa eliptyczne okna. W niszy nad portalem znajduje się figura św. Barbary, a nad nią herb fundatorów. Wnętrze do XIX w. wyposażone było w organy. Zespół zwieńczony jest czworoboczną wieżą, nakrytą płaskim, czterospadowym dachem.